# Großsteingrab Cholerafriedhof
Das Großsteingrab Cholerafriedhof ist eine megalithische Grabanlage der jungsteinzeitlichen Trichterbecherkultur bei Böhlendorf, einem Ortsteil von Lindholz im Landkreis Vorpommern-Rügen (Mecklenburg-Vorpommern).

## Lage
Das Grab liegt etwa 500 m südsüdöstlich von Böhlendorf und 100 m südlich der A 20 in einer Bauminsel auf einem Feld. 2,7 km westlich befindet sich das Großsteingrab Schabow.

## Beschreibung
Auf einem Hügel liegen mehrere große Steine, die keinen sicheren Rückschluss auf das ursprüngliche Aussehen des Grabes zulassen. Zusätzlich sind hier viele Lesesteine abgeladen. Es dürften drei Wandsteine der südlichen Langseite, der östliche Abschlussstein und das Fragment eines Wandsteins der nördlichen Langseite sowie ein abgewälzter Deckstein erhalten sein.